# Пјонки
Пјонки (пољ. Pionki) град је у Пољској у Војводству мазовском. По подацима из 2012. године број становника у месту је био 19 550.

## Становништво
| 2012.  |
| ------ |
| 19 550 |

## Партнерски градови
- Званични веб-сајт